# Красна Гора (Брянська область)
Кра́сна Гора́ (рос. Красная Гора) або Попова Гора (біл. Папова Гара) — селище міського типу, центр Красногорського району Брянської області, Росія. Знаходиться на території української історичної землі Стародубщина. Населення селища становить 6 400 осіб (2006; 6 599 в 2002).

## Географія
Селище розташоване на річці Бесєдь, лівій притоці Сожу, за 15 км від кордону з Білоруссю.

## Історія
Селище засноване в 1387 році як сторожове поселення Великого князівства Литовського Згадується у переліку руських міст далеких і близьких кінця XIV століття як «київське» місто. В 1648 році в околицях пройшов бій козаків на чолі Богдана Хмельницького проти поляків на чолі з гетьманом Вишневецьким. 1922 року, у наслідок антирелігійної кампанії, що проводила радянська влада, назву змінено на сучасну, статус селища міського типу надано в 1968 році.

## Економіка
В селищі працюють сироробний завод.

## Видатні місця
- Древнє городище
- Кургани радимичів

## Відомі люди
- У Красній Горі народився поет Володимир Храмцов (1932—1989).